# Darwin Project
Darwin Project é um jogo free-to-play multijogador online battle royale desenvolvido e publicado pela Scavengers Studios. Ele foi lançado para o Steam Early Access e Xbox Game Preview em 9 de Março de 2018 e foi em janeiro de 2020 para Xbox One, PC e Playstation 4. O anúncio oficial do jogo foi publicado no dia 17 de dezembro de 2019
Em seu caminho para a vitória, um jogador não só deve sobreviver a condições ambientais extremas, observar adversários, e colocar armadilhas para ganhar, mas também ganhar a favor de uma votação do público e o que tudo vê 11º jogador, o Diretor do Show.